# Planaltino
Planaltino este un oraș în statul Bahia (BA) din Brazilia.